# Belle Vue Quarry
Koordinaten: 50° 36′ 12,7″ N, 1° 58′ 53,9″ W
Belle Vue Quarry ist ein ehemaliger Steinbruch auf der Halbinsel Isle of Purbeck in der südenglischen Grafschaft Dorset, in dem unterirdisch Purbeck Stone gewonnen wurde. Der Steinbruch umfasst eine Fläche von etwa 3,2 Hektar; der Einstieg liegt auf einem Hügel oberhalb der  Gemeinde Swanage.
Das Gebiet wurde im Jahr 1977 zu einem Gebiet von besonderem wissenschaftlichen Interesse (Site of Special Scientific Interest) erklärt.
Belle Vue Quarry gehört zu einer Reihe von Steinbrüchen auf der Isle of Purbeck, die als Überwinterungsplätze für   Fledermauskolonien der Art Große Hufeisennase dienen. Belle Vue Quarry besitzt einen steilen, 28 Meter tiefen Schacht, der zu zwei verbliebenen Tunneln führt, die zusammen etwa 200 Meter lang sind. Der Schacht wurde 1964 von Abfällen und Schutt geräumt und danach abgezäunt.